# Hicham Bouchicha
Hicham Bouchicha, född 19 maj 1989, är en algerisk friidrottare. Han deltog vid olympiska sommarspelen 2016 och olympiska sommarspelen 2020.